# Độc đạo
Độc đạo là một bộ phim truyền hình thuộc loạt phim Cảnh sát hình sự, được thực hiện bởi Trung tâm Phim truyền hình Việt Nam, Đài Truyền hình Việt Nam do Phạm Gia Phương và Trần Trọng Khôi làm đạo diễn. Phim được mua kịch bản dựa trên bộ phim truyền hình One Way Out của Colombia năm 2019. Phim phát sóng vào lúc 21h40 từ thứ 2 đến thứ 4 hàng tuần, bắt đầu từ ngày 2 tháng 9 năm 2024 và kết thúc vào ngày 20 tháng 11 năm 2024 trên kênh VTV3.

## Nội dung
Độc đạo xoay quanh câu chuyện của Lê Vũ Hồng – một thanh niên mang nỗi đau lớn, cùng lúc mất đi cả cha lẫn mẹ và lạc mất đứa em trai là người thân duy nhất. Hồng sau này là đứa trẻ lang thang, được bà Mộc, vợ hai của Lê Toàn – một ông trùm xã hội đen nay đã rửa tay gác kiếm – đưa về nhà chăm sóc. Giữa Hồng và Lê Khương, con riêng của ông Toàn có sự kết nối đặc biệt, khiến ông Toàn quyết định nhận nuôi Hồng. Không những thế, ông Toàn còn tin tưởng, chọn Hồng là người điều hành sản nghiệp của họ Lê. Tuy nhiên, sự tin tưởng và dưỡng dục ấy không làm Hồng quên đi nỗi đau mất người thân năm xưa. Anh lần theo những manh mối để tìm ra sự thật về cái chết của bố mẹ mình thì biết được mối quan hệ của người cha nuôi với ba tên đàn em thân tín thời đó, bao gồm Phạm Quân (Quân "già"), Đặng Bá Hưng (Hưng "Khẹc") và Trương Văn Dương (Dương "Cơ bắp"). Ngoài Lê Toàn đã quy ẩn thì ba kẻ còn lại đều là những tên trùm buôn bán ma túy xuyên quốc gia khét tiếng có tụ điểm ở Bản Mây, và bất kể ai trong đó cũng đều có thể là người mang lại bi kịch cho gia đình Hồng. Trong khi Hồng theo dõi những ông trùm để tìm ra câu trả lời, anh không biết rằng mọi hành động của mình cũng như nhóm tôi phạm đều nằm trong tầm ngắm của lực lượng công an. Lê Hoàng Long – Trưởng phòng Cảnh sát điều tra tội phạm về ma túy – được điều từ tỉnh về, hỗ trợ cho Dương Công Phùng – Trưởng công an huyện, đồng thời cũng là người bạn lâu năm của Long...

## Diễn viên
- Doãn Quốc Đam trong vai Lê Vũ Hồng[b][13][14]
- Nguyễn Duy Hưng trong vai Lê Khương (Khương "Liều")[13][15]
- Hoàng Hải trong vai Lê Toàn[16][17][18]
- Cao Nguyệt Hằng trong vai Bà Mộc[19][20]
- Hồ Phong trong vai Trương Văn Dương (Dương "Cơ bắp")[16][18][21]
- Nguyễn Vĩnh Xương trong vai Phạm Quân (Quân "già")[16][18][22]
- Phạm Chí Trung trong vai Đặng Bá Hưng (Hưng "Khẹc")[16][18][23]
- Hà Việt Dũng trong vai Thượng tá Lê Hoàng Long[24][25]
- Phạm Bảo Anh trong vai Thượng tá Dương Công Phùng[26][27]
- Đỗ Duy Nam trong vai Đặng Bá Tân (Tân "Thái tử"/Tân "Khẹc")[18][28]
- Vũ Việt Hoa trong vai Nguyễn Phương Diễm[20][29]
- Nguyễn Hà Trung (Trung "Ruồi") trong vai Lý "Toét"/Lulu[30][31]
- Bùi Bài Bình trong vai Tráng A Cừ (Lão "Trưởng bản" Cừ)[32][33]
- Nguyễn Thị Thanh Huế trong vai Tuyết "Nương tử"[34][35]
- Nguyễn Mạnh Cường trong vai Dũng "Kính"[36][37]
- Tô Tuấn Dũng trong vai Phan Hồng Thanh[38]
- Phạm Tuấn Anh trong vai Tuấn[39]
- Đặng Minh Cúc trong vai Ly[40][41]
- Nguyễn Phú Kiên trong vai Đại tá Khoa
- Hoàng Chí Công trong vai Đại tá Lâm Minh Hải
- Lê Bá Anh trong vai Trình "Giáo sư"
- Huyền Sâm trong vai Trâm[20]
- Nông Dũng Nam trong vai Thượng tá Vĩnh
- Nguyễn Quốc Quân trong vai Quản "sòi"
- Trương Hoàng trong vai Nghĩa (K3)[42][43]
- Tạ Vũ Thu trong vai Tuấn "sắt"
- Mai Thị Thu Huyền trong vai Ánh[44][45]
- Nguyễn Tú trong vai Đại úy Hoàng Minh Quốc
- Tuấn Vũ trong vai Lợi
- Phạm Tất Thành trong vai Hoàng Việt Tiến (Tiến "tỉa")[46][47]
- Trần Hoàng Nhật trong vai Phạm Hoàng Đăng[48][49]
- Ngô Thu Thuận trong vai Vợ Thanh
- Lê Ngọc Quang trong vai Trương Lộ
- Chu Mạnh Cường (Cường "Cá") trong vai Tài xế riêng của Quân "già"[50]

Cùng một số diễn viên khác...

## Ca khúc trong phim
Bài hát trong phim là ca khúc "Linh hồn và thể xác" do Nguyễn Hải Phong sáng tác và trình bày. Sau khi tập cuối của phim kết thúc, vào ngày 21 tháng 11 năm 2024, đoàn làm phim đã tung ra MV Linh hồn và thể xác với sự tham gia của gần 20 diễn viên như một món quà "tri ân đặc biệt" dành tặng đến khán giả. Trên fanfage các nền tảng số của VTV, tính đến ngày 22 tháng 11 năm 2024, MV đã nhận được hơn 1,3 triệu lượt xem, khoảng 48.000 lượt tương tác.

## Sản xuất
Độc đạo do bộ đôi Phạm Gia Phương và Trần Trọng Khôi đồng đạo diễn, kịch bản phim được nhóm biên kịch Phạm Đình Hải, Vũ Liêm và Nguyễn Trung Dũng chấp bút, cùng với sự hỗ trợ, tư vấn chuyên môn nghiệp vụ của Cục Công tác Đảng và Công tác chính trị, trực thuộc Bộ Công an Việt Nam. Bộ phim chính thức khai máy từ cuối tháng 5 năm 2024 và đóng máy vào ngày 10 tháng 11 năm 2024. Phim được mua kịch bản dựa trên bộ phim truyền hình One Way Out của Colombia năm 2019. Bối cảnh chính của phim được ghi hình ở Sơn La, Hòa Bình, Lạng Sơn, với 80% bối cảnh quay ở ba khu rừng khác nhau, quay ngoài trời, cùng với điều kiện thời tiết khắc nghiệt. Biên kịch Phạm Đình Hải cho biết, anh phải viết kịch bản của phim trong 5 năm với khoảng 10.000 trang văn bản. Vai chính bộ phim lần lượt được giao cho Doãn Quốc Đam, Nguyễn Duy Hưng, Hoàng Hải, Cao Nguyệt Hằng, Hồ Phong, Phạm Chí Trung và Nguyễn Vĩnh Xương thủ vai. Buổi họp báo ra mắt bộ phim diễn ra vào ngày 27 tháng 8 năm 2024 tại Hà Nội. Trong buổi họp báo ra mắt bộ phim, nghệ sĩ Hoàng Hải cho biết, để vào vai Lê Toàn, ông đã phải tẩy trắng tóc khoảng 4–5 lần khi ông tham gia song song với bộ phim Đi giữa trời rực rỡ; nghệ sĩ Hồ Phong cho biết, để vào vai Trương Văn Dương, ông đã phải tăng cân cấp tốc trong một tháng; còn nghệ sĩ Phạm Chí Trung từng chia sẻ, ông suýt bị hỏng một mắt khi vào vai Đặng Bá Hưng trong bộ phim. Tác phẩm sau đó chính thức lên sóng vào lúc 21 giờ 40 phút, từ thứ 2 đến thứ 4 hàng tuần trên kênh VTV3, từ ngày 2 tháng 9 năm 2024, sau khi bộ phim Vui lên nào, anh em ơi kết thúc.

## Đón nhận
Trong tuần phát sóng từ ngày 18 tháng 9 đến 24 tháng 9 năm 2024 do Kantar Media, Độc đạo dẫn đầu danh sách top 10 chương trình truyền hình được xem nhiều nhất cả nước với rating là 4.7%, đồng hạng với Tham vọng giàu sang.
Trong những tập đầu, phim trở thành đề tài được bàn tán xôn xao trên các mạng xã hội, với mỗi đoạn review của bộ phim thu hút hàng triệu lượt xem trên các nền tảng số của VTV. Đặc biệt, có đoạn video tổng hợp những đoạn trích thú vị của phim lên tới hơn 5,2 triệu lượt xem, gần 90.000 lượt thích cùng hàng nghìn lượt bình luận, chia sẻ, chỉ sau 5 ngày đăng tải. Ngoài ra, hàng chục hội, nhóm bàn luận về phim được thành lập trên mạng xã hội, thu hút hàng chục nghìn người tham gia. Ở tập đầu của bộ phim, một số khán giả đã khen diễn xuất của Phạm Bảo Anh "sinh ra để làm công an"; diễn xuất của Doãn Quốc Đam hoàn toàn có thể "cân" cả bộ phim. Tuy nhiên, một số khán giả đã chỉ ra một số vấn đề về việc đầu tư kỹ xảo hình ảnh, những tình tiết trong phim được xây dựng một cách hời hợt, thiếu logic. Trong tập 8 của bộ phim, ở phân cảnh Phạm Quân lén theo dõi Lê Vũ Hồng qua camera, chiếc điện thoại mà nhân vật này sử dụng có mặt lưng và màn hình thuộc hai dòng điện thoại khác nhau. Trong tập 28 của bộ phim, phân cảnh Hoàng Việt Tiến sử dụng kim châm để điểm huyệt Lê Khương bị nhiều khản giả chê "lố lăng như một trò đùa". Phần kết của bộ phim khiến nhiều khán giả hụt hẫng, tiếc nuối vì cái kết không có hậu dành cho nhân vật Lê Vũ Hồng; tuy nhiên, vẫn có một số khán giả bênh vực đạo diễn, biên kịch cho phần kết này.

## Giải thưởng và đề cử

### Giải thưởng
| Năm  | Giải thưởng  | Hạng mục                  | Đề cử           | Kết quả   | Tham khảo            |
| ---- | ------------ | ------------------------- | --------------- | --------- | -------------------- |
| 2024 | Ấn tượng VTV | Phim truyền hình Ấn tượng | —               | Đoạt giải | [ 77 ] [ 78 ] [ 79 ] |
| 2024 | Ấn tượng VTV | Nam diễn viên Ấn tượng    | Doãn Quốc Đam   | Đề cử     | [ 84 ] [ 85 ] [ 86 ] |
| 2024 | Ấn tượng VTV | Nam diễn viên Ấn tượng    | Nguyễn Duy Hưng | Đoạt giải | [ 87 ] [ 88 ] [ 89 ] |

### Vinh danh
- Ngày 11 tháng 1 năm 2025 tại Hải Phòng, nghệ sĩ Nguyễn Vĩnh Xương nhận giải thưởng Nam diễn viên truyền hình nổi bật của năm trong chương trình Giới thiệu các gương mặt nghệ sĩ tiêu biểu và một số cuốn sách nổi bật trong lĩnh vực nghệ thuật biểu diễn, văn học năm 2024 do Bộ Văn hóa, Thể thao và Du lịch tổ chức.[90][91][92]